# 三善英史
三善 英史（みよし えいじ、本名：田村 照彦（たむら てるひこ）、1954年9月2日 - ）は、日本の演歌歌手である。東京都渋谷区出身。相洋高等学校中退。

## 経歴
- 円山町の芸者の息子として生まれる。端正な顔立ちとプロポーションが目を引き渋谷でスカウトされ、歌手となる。1972年、デビュー曲『雨』がいきなりの大ヒットを飛ばし、同年、第14回日本レコード大賞・新人賞、新宿音楽祭・銀賞、第3回日本歌謡大賞・放送音楽新人賞を獲得。
- 翌1973年、『円山・花町・母の町』でNHK紅白歌合戦に初出場し、以後1975年まで出場を果たす。ちなみに『円山・花町・母の町』では当初の約束ではシングルとして発表しないことになっていたにもかかわらず、本人の出生のことがプロモーションの一環として利用されたことが不本意らしく本人から好んで話すことは多くない。
- 俳優やタレントとしても活動している。
- 2008年、元ちゃらんぽらんの富好真とお笑いコンビ「みよしとみよし」を結成[2]、同年のM-1グランプリにも出場している。結果は2回戦敗退。
- 2019年12月には、自宅に保存していた『元禄太平記』のUマチックテープ41本をNHKに提供した[3]。
- 近年は『夢スター歌謡祭 春組対秋組歌合戦』に出演し、全国各地を回っている。

## ディスコグラフィ

### シングル
| #  | 発売日          | 曲順 | タイトル                                  | 作詞           | 作曲         | 編曲           | レーベル     | 規格品番   |
| -- | --------------- | ---- | ----------------------------------------- | -------------- | ------------ | -------------- | ------------ | ---------- |
| 1  | 1972年 5月25日  | A面  | 雨                                        | 千家和也       | 浜圭介       | 近藤進         | ビクター     | SV-2266    |
| 1  | 1972年 5月25日  | B面  | 黄昏の街                                  | 千家和也       | 浜圭介       | 馬飼野俊一     | ビクター     | SV-2266    |
| 2  | 1972年 11月5日  | A面  | あなたが帰る時                            | 千家和也       | 浜圭介       | 近藤進         | ビクター     | SV-2300    |
| 2  | 1972年 11月5日  | B面  | しゃくな雨降り                            | 千家和也       | 浜圭介       | 近藤進         | ビクター     | SV-2300    |
| 3  | 1973年 2月5日   | A面  | 円山・花町・母の町                        | 神坂薫         | 浜圭介       | 近藤進         | ビクター     | SV-2322    |
| 3  | 1973年 2月5日   | B面  | 花が散ります                              | 山上路夫       | 浜圭介       | 近藤進         | ビクター     | SV-2322    |
| 4  | 1973年 4月5日   | A面  | 少年記                                    | 吉田旺         | 中村泰士     | 高田弘         | ビクター     | SV-2328    |
| 4  | 1973年 4月5日   | B面  | あなたの岬                                | 山上路夫       | 浜圭介       | 近藤進         | ビクター     | SV-2328    |
| 5  | 1973年 7月5日   | A面  | 遠い灯り                                  | 山口洋子       | 四方章人     | 近藤進         | ビクター     | SV-2359    |
| 5  | 1973年 7月5日   | B面  | 駅                                        | 千家和也       | 浜圭介       | 近藤進         | ビクター     | SV-2359    |
| 6  | 1973年 11月5日  | A面  | わかれの夜道                              | 千家和也       | 浜圭介       | 近藤進         | ビクター     | SV-2386    |
| 6  | 1973年 11月5日  | B面  | 北国の道                                  | 千家和也       | 浜圭介       | 近藤進         | ビクター     | SV-2386    |
| 7  | 1974年 3月10日  | A面  | 彼と…                                     | 阿久悠         | 三木たかし   | 三木たかし     | ビクター     | SV-2399    |
| 7  | 1974年 3月10日  | B面  | 街角                                      | 阿久悠         | 三木たかし   | 三木たかし     | ビクター     | SV-2399    |
| 8  | 1974年 6月25日  | A面  | 愛のいさかい                              | 阿久悠         | 三木たかし   | 三木たかし     | ビクター     | SV-2421    |
| 8  | 1974年 6月25日  | B面  | その人の名は言えない                      | 阿久悠         | 三木たかし   | 三木たかし     | ビクター     | SV-2421    |
| 9  | 1974年 9月25日  | A面  | 愛の千羽鶴                                | 松本隆         | 竜崎孝路     | 竜崎孝路       | ビクター     | SV-2440    |
| 9  | 1974年 9月25日  | B面  | ひがん花                                  | たかたかし     | 利根一郎     | 船木謙一       | ビクター     | SV-2440    |
| 10 | 1975年 1月25日  | A面  | 薄化粧                                    | たかたかし     | 浜圭介       | 近藤進         | ビクター     | SV-2460    |
| 10 | 1975年 1月25日  | B面  | 夜汽車は北へ                              | たかたかし     | 浜圭介       | 近藤進         | ビクター     | SV-2460    |
| 11 | 1975年 3月25日  | A面  | 麻衣子                                    | たかたかし     | 吉田正       | 近藤進         | ビクター     | SV-2473    |
| 11 | 1975年 3月25日  | B面  | 港の別れ                                  | 有馬三恵子     | 吉田正       | 竜崎孝路       | ビクター     | SV-2473    |
| 12 | 1975年 7月25日  | A面  | 白い想い出                                | 谷昭志         | 浜圭介       | 馬飼野俊一     | ビクター     | SV-2496    |
| 12 | 1975年 7月25日  | B面  | 愛の架け橋                                | 松本隆         | 浜圭介       | 馬飼野俊一     | ビクター     | SV-2496    |
| 13 | 1975年 10月25日 | A面  | 細雪                                      | 谷昭志         | 浜圭介       | 萩田光雄       | ビクター     | SV-2511    |
| 13 | 1975年 10月25日 | B面  | 夜汽車                                    | 谷昭志         | 浜圭介       | 萩田光雄       | ビクター     | SV-2511    |
| 14 | 1976年 2月25日  | A面  | すきま風                                  | 津田ゆうき     | 三木たかし   | 三木たかし     | ビクター     | SV-2527    |
| 14 | 1976年 2月25日  | B面  | もず                                      | よしかわかおり | 三木たかし   | 三木たかし     | ビクター     | SV-2527    |
| 15 | 1976年 8月25日  | A面  | ラッキー・レディー・ アンラッキー・ボーイ | 阿久悠         | 三木たかし   | 三木たかし     | ビクター     | SV-6091    |
| 15 | 1976年 8月25日  | B面  | 女心のスキャット                          | 阿久悠         | 三木たかし   | 三木たかし     | ビクター     | SV-6091    |
| 16 | 1976年 11月25日 | A面  | なごり唄                                  | 吉田旺         | 浜圭介       | 近藤進         | ビクター     | SV-6137    |
| 16 | 1976年 11月25日 | B面  | わかれの宿                                | 吉田旺         | 浜圭介       | 近藤進         | ビクター     | SV-6137    |
| 17 | 1977年 8月10日  | A面  | 爪・ゆび・手のひら                        | 麻生香太郎     | あかのたちお | あかのたちお   | ビクター     | SV-6267    |
| 17 | 1977年 8月10日  | B面  | なさけ雨                                  | 山田孝雄       | 北町純       | 近藤進         | ビクター     | SV-6267    |
| 18 | 1978年 3月25日  | A面  | センチメンタル・ママ                      | 山口洋子       | 森雪之丞     | 竜崎孝路       | ビクター     | SV-6376    |
| 18 | 1978年 3月25日  | B面  | 星空の街                                  | 山口洋子       | 森雪之丞     | 竜崎孝路       | ビクター     | SV-6376    |
| 19 | 1978年 6月25日  | A面  | あの人の匂い                              | なかにし礼     | 浜圭介       | 京建輔         | ビクター     | SV-6437    |
| 19 | 1978年 6月25日  | B面  | 行ってらっしゃい                          | なかにし礼     | 浜圭介       | 京建輔         | ビクター     | SV-6437    |
| 20 | 1978年 11月5日  | A面  | 恋唄                                      | 谷村新司       | 谷村新司     | 竜崎孝路       | ビクター     | SV-6502    |
| 20 | 1978年 11月5日  | B面  | 蝶のピアス                                | 藤公之介       | 井上鑑       | 井上鑑         | ビクター     | SV-6502    |
| 21 | 1979年 9月25日  | A面  | うつむき女                                | 塚原将         | 富田慎       | 近藤進         | ビクター     | SV-6638    |
| 21 | 1979年 9月25日  | B面  | 遊び話                                    | 塚原将         | 富田慎       | 与那城恵       | ビクター     | SV-6638    |
| 22 | 1981年 2月5日   | A面  | おんな道                                  | 浜圭介         | 浜圭介       | 竜崎孝路       | ビクター     | SV-7078    |
| 22 | 1981年 2月5日   | B面  | 傷痕ホテル                                | 堂忍           | 浜圭介       | 竜崎孝路       | ビクター     | SV-7078    |
| 23 | 1982年 3月5日   | A面  | 雪割草                                    | 香川香         | むらさき幸   | 竜崎孝路       | ビクター     | SV-7203    |
| 23 | 1982年 3月5日   | B面  | 愛のかげ                                  | 香川香         | むらさき幸   | 竜崎孝路       | ビクター     | SV-7203    |
| 24 | 1983年 11月21日 | A面  | 演歌みたいな別れでも                      | 中山ラビ       | 小椋佳       | 神保正明       | ビクター     | SV-7352    |
| 24 | 1983年 11月21日 | B面  | ぬくもり                                  | たかたかし     | 徳久広司     | 前田俊明       | ビクター     | SV-7352    |
| 25 | 1987年 4月25日  | A面  | 愛の砂漠                                  | 下地亜記子     | 三木たかし   | 南郷達也       | ポリドール   | 7DX-1493   |
| 25 | 1987年 4月25日  | B面  | 京みれん                                  | 下地亜記子     | 麻生敏夫     | 南郷達也       | ポリドール   | 7DX-1493   |
| 26 | 1988年 6月25日  | A面  | 他人になって                              | 三園みよじ     | 奈和成悟     | 伊藤雪彦       | 東芝EMI      | RT07-2116  |
| 26 | 1988年 6月25日  | B面  | 別れる前に                                | 三園みよじ     | 奈和成悟     | 伊藤雪彦       | 東芝EMI      | RT07-2116  |
| 27 | 1995年 11月21日 | 01   | 雨…あれから                               | 麻こよみ       | 美樹克彦     | 金子剛         | スバック     | SVDA-5     |
| 27 | 1995年 11月21日 | 02   | 捨てていい                                | 麻こよみ       | 美樹克彦     | 金子剛         | スバック     | SVDA-5     |
| 28 | 2000年 2月23日  | 01   | ぬくもり                                  | 高畠じゅん子   | 桧原さとし   | 伊戸のりお     | ガウス       | GRDE-26    |
| 28 | 2000年 2月23日  | 02   | あなた冬心                                | 正木のりゆき   | 鈴木三峰     | TAKE           | ガウス       | GRDE-26    |
| 29 | 2001年 4月25日  | 01   | もやいぶね                                | 宮本正万       | 夏川寿里亜   | 西岡俊明       | ガウス       | GRDE-59    |
| 29 | 2001年 4月25日  | 02   | 花あるときは…                             | 高畠じゅん子   | 夏川寿里亜   | まきのさぶろう | ガウス       | GRDE-59    |
| 30 | 2002年 7月24日  | 01   | 関門海峡                                  | ぶんごぶぜん   | エド山口     | 西崎進         | ガウス       | GRDE-109   |
| 30 | 2002年 7月24日  | 02   | だから今夜も                              | ぶんごぶぜん   | エド山口     | 西崎進         | ガウス       | GRDE-109   |
| 31 | 2008年 7月23日  | 01   | 雨                                        | 千家和也       | 浜圭介       | 児玉昌樹       | フリーボード | FBCM-71    |
| 31 | 2008年 7月23日  | 02   | 円山 花町 母の町                          | 神坂薫         | 浜圭介       | 児玉昌樹       | フリーボード | FBCM-71    |
| 32 | 2010年 4月7日   | 01   | 桜恋花                                    | いではく       | 桧原さとし   | 児玉昌樹       | フリーボード | FBCM-102   |
| 32 | 2010年 4月7日   | 02   | 女の四季                                  | いではく       | 桧原さとし   | 児玉昌樹       | フリーボード | FBCM-102   |
| 33 | 2011年 7月6日   | 01   | ひとり占め                                | いではく       | 桧原さとし   | 児玉昌樹       | フリーボード | FBCM-127   |
| 33 | 2011年 7月6日   | 02   | 吹雪海峡                                  | いではく       | 桧原さとし   | 児玉昌樹       | フリーボード | FBCM-127   |
| 34 | 2017年 10月25日 | 01   | 渋谷通り雨                                | さくらちさと   | 四方章人     | 佐藤和豊       | 夢レコード   | YZYM-15057 |
| 34 | 2017年 10月25日 | 02   | 秋・恋ほたる                              | さくらちさと   | 四方章人     | 南郷達也       | 夢レコード   | YZYM-15057 |

#### デュエット・シングル
| 発売日         | デュエット | 曲順 | タイトル     | 作詞       | 作曲         | 編曲       | レーベル | 規格品番   |
| -------------- | ---------- | ---- | ------------ | ---------- | ------------ | ---------- | -------- | ---------- |
| 1990年 7月21日 | 門松さおり | 02   | あぶない二人 | 坂口照幸   | 四方章人     | 薗広昭     | バップ   | VPDA-24034 |
| 1994年 8月1日  | 若山幸子   | 01   | 浪花のふたり | 石坂まさを | 渡辺よしまさ | 池多孝春   | バップ   | VPDO-20566 |
| 1994年 8月1日  | 若山幸子   | 02   | 薔薇の足跡   | 難波伸安   | 渡辺よしまさ | 伊戸のりお | バップ   | VPDO-20566 |

### アルバム
- LP

| 発売日     | タイトル                                    | レーベル | 規格品番    |
| ---------- | ------------------------------------------- | -------- | ----------- |
| 1972年12月 | 雨・あなたが帰る時                          | ビクター | SJX-112     |
| 1973年     | 少年記                                      | ビクター | SJX-121     |
| 1973年     | 遠い灯り                                    | ビクター | SJX-136     |
| 1973年     | 船頭小唄                                    | ビクター | SJX-156     |
| 1973年     | ベスト・コレクション                        | ビクター | SJV-669〜70 |
| 1974年     | 彼と…                                       | ビクター | SJX-165     |
| 1974年     | 愛のいさかい                                | ビクター | SJX-181     |
| 1974年     | グランド・デラックス                        | ビクター | GX-4        |
| 1974年     | ベスト・コレクション'75                     | ビクター | SJV-752〜53 |
| 1975年     | 麻衣子                                      | ビクター | SJX-205     |
| 1975年     | 白い想い出                                  | ビクター | GX-1007     |
| 1975年     | 三善英史スーパー・デラックス                | ビクター | DX-10021    |
| 1975年     | ベスト・コレクション'76                     | ビクター | SJV-824〜25 |
| 1976年     | メモリアル・デイ                            | ビクター | SJX-10126   |
| 1976年     | 潮音〜宮城道雄歌曲集〜                      | ビクター | SJX-10169   |
| 1976年     | 日本の民謡                                  | ビクター | SJV-2041    |
| 1976年     | 新編 三善英史スーパー・デラックス           | ビクター | DX-10040    |
| 1976年     | 今!ふるさとは… 三善英史ベスト・コレクション | ビクター | SJV-907〜08 |
| 1977年     | 爪・ゆび・手のひら                          | ビクター | SJX-20016   |
| 1978年     | 女性                                        | ビクター | SJX-20078   |
| 1978年     | ベスト・ヒット・アルバム                    | ビクター | GX-44       |
| 1979年     | 演歌                                        | ビクター | SJX-20105   |
| 1985年     | 全曲集                                      | ビクター | SJX-25027   |

- CD

| 発売日        | タイトル                     | レーベル | 規格品番   |
| ------------- | ---------------------------- | -------- | ---------- |
| 2005年3月9日  | <COLEZO!> 雨・あなたが帰る時 | ビクター | VICL-41199 |
| 2009年9月16日 | ゴールデン☆ベスト            | ビクター | VICL-63447 |

#### CD-BOX
| 発売日        | タイトル                                 | レーベル | 規格品番      |
| ------------- | ---------------------------------------- | -------- | ------------- |
| 2023年8月18日 | 決定盤!三善英史 スペシャル・コレクション | ビクター | VFD-10532〜36 |

## 逸話
女装してCM出演したことや様々な目撃談から、結婚はしているものの同性愛者ではないかという噂が長年根強くあったが、2007年6月13日放送の『草野キッド・新おネエキャラ発見ツアー』（テレビ朝日）にてバイセクシャル（両性愛者）であることをカミングアウトした。飲み会で酒が入り、気分がよくなって、周りにいた関係者につい言ってしまったという。それを所属事務所の社長がマスコミに売り、マスコミが三善のもとに殺到して、公表せざるを得ない状況になってしまった。
『アッコにおまかせ!』（2008年7月6日放送回）のインタビューでは同性愛を公表しなかった理由を「特に聞かれなかったから」と語っていたが、過去に和田アキ子から同性愛者じゃないかと聞かれた際は否定していたと言う（同性愛に対する世間のイメージが当事者の考えるものと違った為に隠していたと思われる）。
2008年に「アデランス」のCMに出演した際は、代表曲の『雨』がヒットしていた当時の歌唱シーンが使われた。

## 出演

### テレビドラマ
- 隠密剣士 突っ走れ! 第7話「鉄仮面を断つ信太郎」（1974年、TBS） - 風魔大二郎 役
- 元禄太平記（1975年 NHK大河ドラマ） - 清水一学 役
- 横溝正史シリーズ 獄門島（1977年、毎日放送） - 鵜飼章三 役

など

### その他の番組
- 昭和歌謡大全集（テレビ東京）
- 田舎に泊まろう!（テレビ東京）
- 快傑えみちゃんねる（関西テレビ）
- 生×カラ!TV（サンテレビ）

### CM
- シルコット（1978年　ユニチャーム・化粧パフ）

女装して出演し、話題となる。
- アデランス（2008年）

### NHK紅白歌合戦出場歴
| 年度/放送回               | 回 | 曲目               | 出演順 | 対戦相手        |
| ------------------------- | -- | ------------------ | ------ | --------------- |
| 1973年（昭和48年）/第24回 | 初 | 円山・花町・母の街 | 10/22  | 麻丘めぐみ      |
| 1974年（昭和49年）/第25回 | 2  | 愛の千羽鶴         | 03/25  | チェリッシュ    |
| 1975年（昭和50年）/第26回 | 3  | 細雪               | 05/24  | チェリッシュ(2) |

注意点
- 出演順は「出演順/出場者数」で表す。
- 対戦相手の歌手名のカッコ内の数字はその歌手との対戦回数、備考のトリ等の次にあるカッコはトリ等を務めた回数を表す。